# Yesaúl
Yesaúl (en ruso: есау́л, en ucraniano: осаул, osaúl, осавул osavul) designa a un rango en las unidades militares cosacas. La palabra deriva del turco yasaúl, "jefe". Este rango lo introdujo entre los cosacos de Zaporozhia Esteban I Báthory en 1576. A partir de esta hueste, se extendió por los rangos de otras tropas en Rusia.

## Tipos deyesaúlen elEjército Imperial Ruso
- Yesaúl general (Генеральный есаул)
- Yesaúl de campaña (Походный есаул)
- Yesaúl de Ejército (Войсковой есаул)
- Yesaúl de Regimiento (Полковой есаул)
- Yesaúl de Artillería (Артиллерийский есаул)
- Yesaúl de Sotnia (Сотенный есаул)
- Yesaúl de Stanitsa (Станичный есаул)

## Yesaúlen elHetmanato Cosaco
En la Ucrania de los siglos XVII y XVIII, osaúl o osavul era un cargo administrativo y militar que hacía las funciones de un ayuda de campo. El jefe de Estado, el hetman nombraba dos osavul generales, miembros del Estado Mayor que supervisaban las condiciones del ejército, lideraba cuerpos de ejército en tiempo de guerra, pasaba revista, dirigía a los ingenieros y tropas mercenarias, así como actuaba en representación del hetman.
Fueron yesaúles destacados Petró Doroshenko (más tarde hetman de Ucrania de la Margen Derecha), Demián Mnogogrishni (más tarde hetman del Ucrania de la Margen Izquierda), Iván Mazepa (más tarde hetman de Ucrania de la Margen Izquierda), Iván Skoropadski (más tarde hetman de la Sich de zap) o Sýdir Bily (más tarde hetman de la Hueste cosaca del Mar Negro).
En 1798-1800 con la disolución de los cosacos de Zaporozhia, el rango fue equiparado al de rittmeister en caballería y capitán en infantería.